# 土井正徳
土井正徳（どい まさのり、1900年1月20日-1966年8月18日）は、日本の精神医学者。

## 人物・来歴
熊本県出身。熊本県立玉名中学校（現・熊本県立玉名高等学校）、1925年東北帝国大学医学部卒、29年医学博士となる。満州医科大学（現・中国医科大学）助教授を務め、戦後は最高裁判所家庭局法務技官をへて、1965年東洋大学文学部教授となる。フロイトの著作の翻訳も行った。

## 著書
- 『人格学 序説』精神衛生学会　1942
- 『精神衛生 精神健康の技術』医学書院 1951
- 『ナースのための精神衛生』医学書院 ナーセス・ライブラリ　1951
- 『社会学的に見たる病院での精神衛生』医学書院 ナーセス・ライブラリ　1951
- 『病気の社会心理学』医学書院 ナーセス・ライブラリ　1951
- 『保育精神衛生』医学書院 ナーセス・ライブラリ　1952
- 『家庭の不和 その原因はどこにあるか』国土社 1953
- 『殺人者 ある心理分析者のノートから』生活社 1955
- 『性格はこうして作られる 人間の精神分析学的研究』誠信書房 1955
- 『愛情の科学 幸福な結婚生活の心理』誠信書房 1956
- 『精神ハーブ』土井久代 1998

### 共著編
- 『事例調査法』山根清道, 村田宏雄共著 朝倉書店 1955
- 『社会病理学』戸田貞三共編 朝倉書店 1954

### 翻訳
- 『フロイド選集 第6巻　文化論 文化の不安,トーテムとタブー』日本教文社 1953
- 『フロイド選集 第8巻.幻想の未来』吉田正己共訳. 日本教文社 1954